# AMT AutoMag III
A Automag III é uma pistola semiautomática de ação simples, projetada por Harry Sanford, criador da primeira Automag. A Automag III na verdade não dispara um cartucho magnum, mas foi calibrada para o calibre .30 Carbine,  projetado originalmente para a carabina M1 na época da Segunda Guerra Mundial. Produzida em aço inoxidável e com carregador para oito cartuchos, a Automag III foi o primeiro projeto bem sucedido de pistola de carregamento automático para este calibre. 